# Imbramowice (województwo małopolskie)
Imbramowice – wieś w Polsce położona w województwie małopolskim, w powiecie olkuskim, w gminie Trzyciąż.

## Położenie
W 1595 roku wieś położona w powiecie proszowskim województwa krakowskiego była własnością kasztelana sandomierskiego Stanisława Tarnowskiego. W Królestwie Polskim istniała gmina Imbramowice.
W latach 1954–1972 wieś należała i była siedzibą władz gromady Imbramowice. W latach 1975–1998 miejscowość administracyjnie należała do województwa krakowskiego.

## Toponimia
Nazwa miejscowości pochodzi od imienia męskiego Imbram.

## Części wsi
| SIMC    | Nazwa            | Rodzaj    |
| ------- | ---------------- | --------- |
| 0339537 | Kolonia Dolna    | część wsi |
| 0339543 | Kolonia Górna    | część wsi |
| 0339550 | Ostrysz          | część wsi |
| 0339572 | Parcela Północna | część wsi |

## Historia
15 sierpnia 1863 roku w Imbramowicach, na wzgórzach w okolicy lasu, oddział 300 powstańców pod dowództwem braci Gustawa i Edwarda Habichów stoczył trzygodzinną bitwę z nadciągającą kolumną wojsk carskich. Straty po obu walczących stronach były duże. Na starym cmentarzu znajduje się mogiła 42 powstańców poległych w bitwie w Imbramowicach oraz przy obronie dworu w Glanowie tegoż dnia.

2 lutego 1943 roku Niemcy wymordowali w Imbramowicach wędrowny tabor cygański. Ofiarą tej masakry padło około 50–60 Romów. Szczątki zamordowanych spoczywają na imbramowskim cmentarzu.

## Zabytki
Obiekty wpisane do rejestru zabytków nieruchomych województwa małopolskiego.
- Kościół parafialny pw. św. Benedykta, dzwonnica, kostnica, ogrodzenie.
Kościół jednonawowy z lat 1732–1736, zbudowany zamiast starszego drewnianego. Architektem był prawdopodobnie Józef Krause. Obok dzwonnica wolnostojąca. Przy kościele lipa – pomnik przyrody[9].
- Zespół klasztorny Norbertanek: kościół pw. św. Piotra i św. Pawła, klasztor, ogrodzenie z bramą – dzwonnicą, trójskrzydłowa zabudowa gospodarcza, dom kapelana, dawna oficyna księży, dawny spichlerz, mury ogrodzeniowe z bramami i bramkami, dziedzińce i ogrody z drzewostanem wysokim.
- Stary cmentarz, mur ogrodzeniowy z bramą, drzewostan, obiekty wg wykazu.
Cmentarz z połowy XIX w. Budynek bramny, zawierający kaplicę pogrzebową z 1848 roku zbudowany w stylu klasycyzmu. Najstarszy grób z 1851 roku. Zachowana mogiła powstańców styczniowych, którzy zginęli w bitwie o Glanów i Imbramowice 15 VIII 1863 roku. Na cmentarzu także grób posła na Sejm II RP Tadeusza Nováka, profesora Zygmunta Nováka oraz kawalera Virtuti Militari Leona Bończy Rutkowskiego.

### Inne zabytki
- Kapliczka słupowa, murowana z XVIII wieku.

## Galeria zdjęć

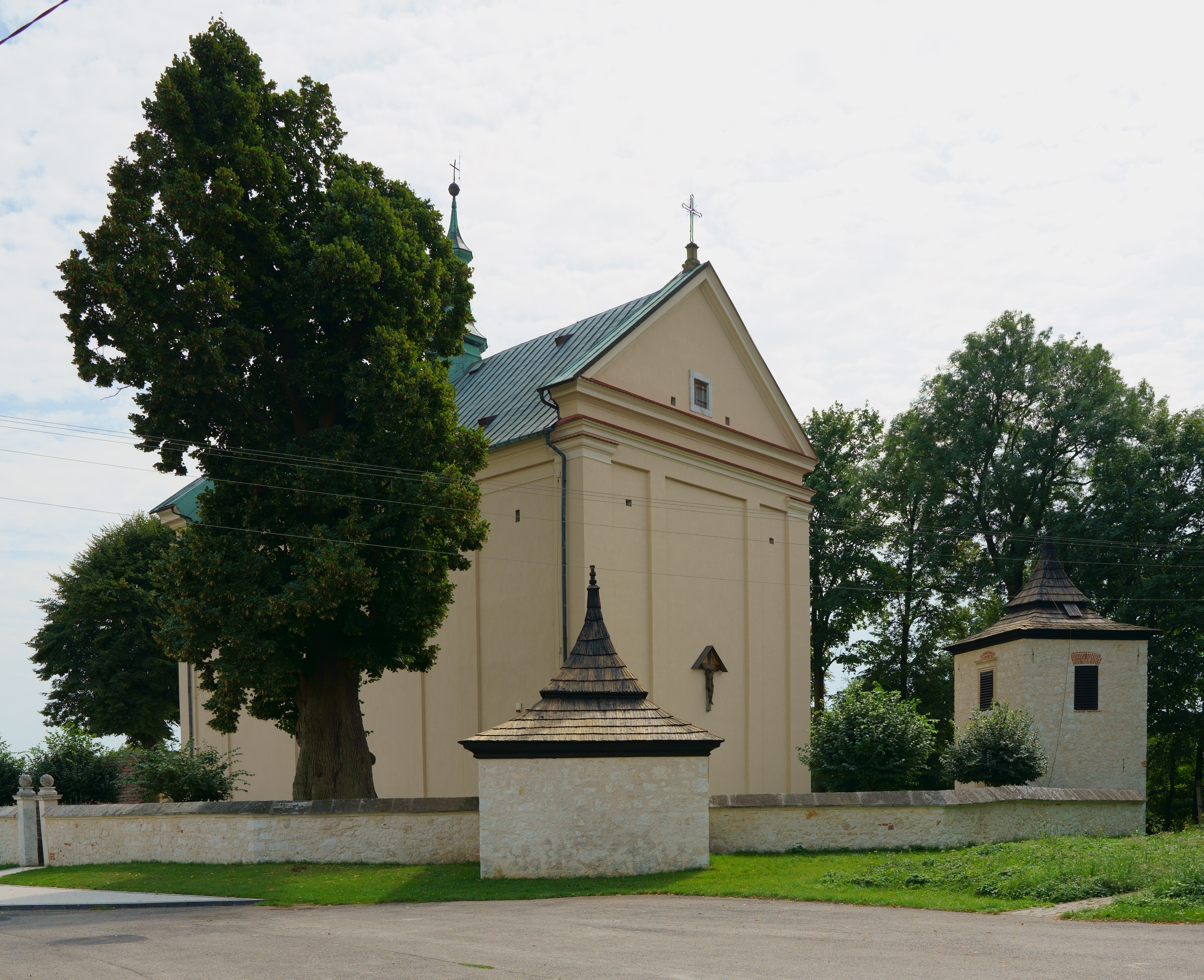
Kościół pw. św. Benedykta Opata
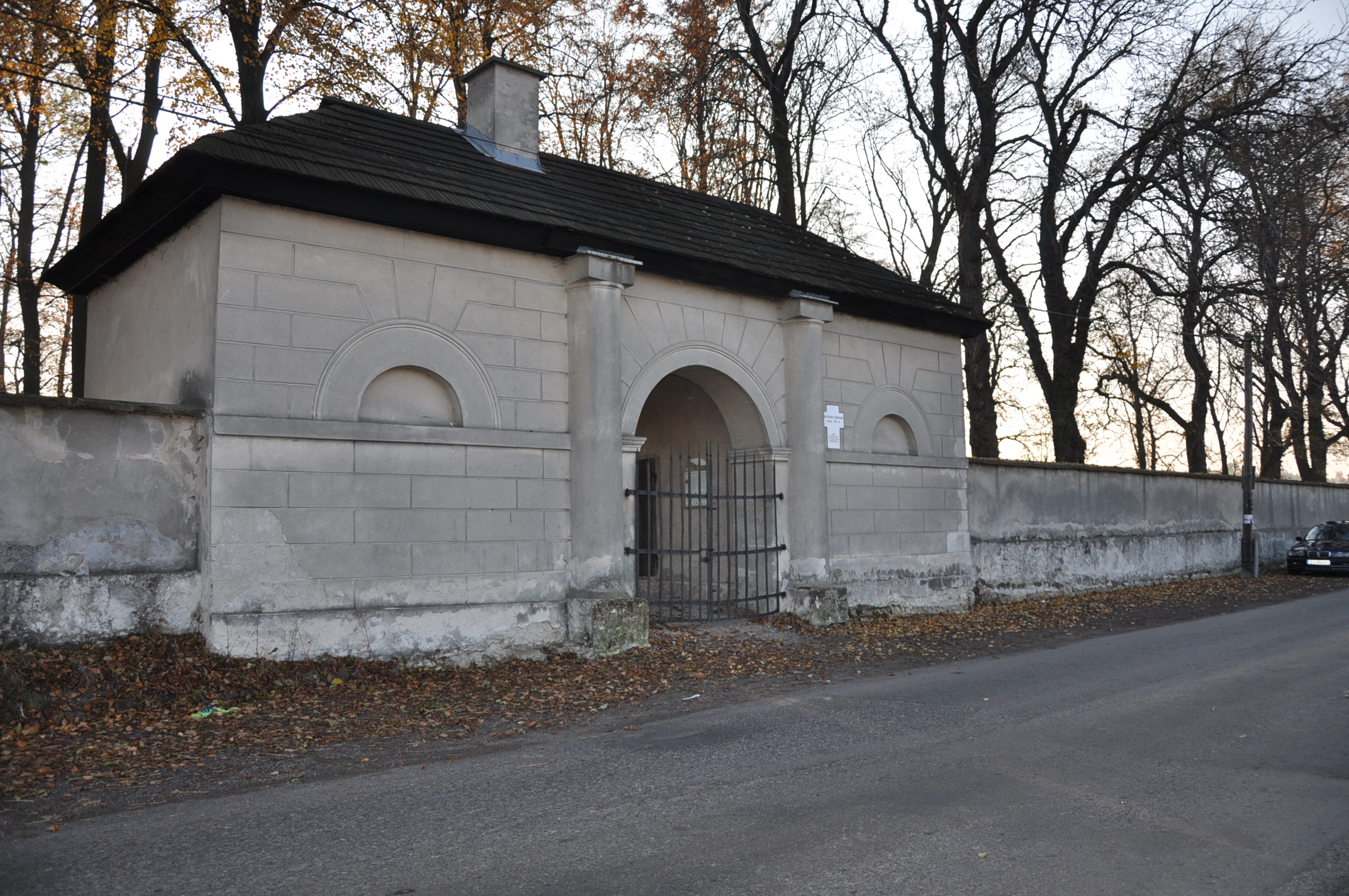
Budynek bramny cmentarza z XIX w.
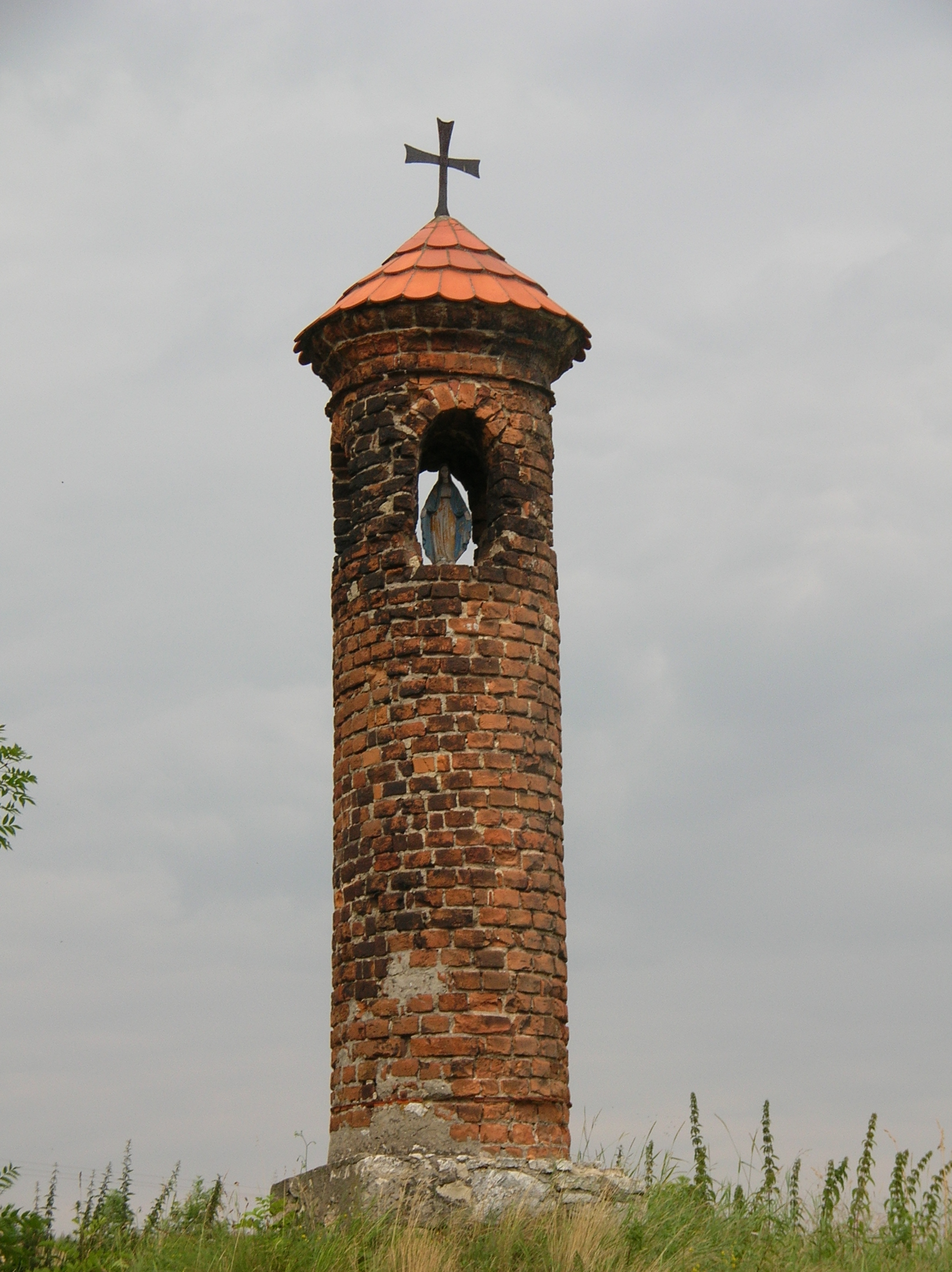
Kapliczka słupowa z XVIII w.
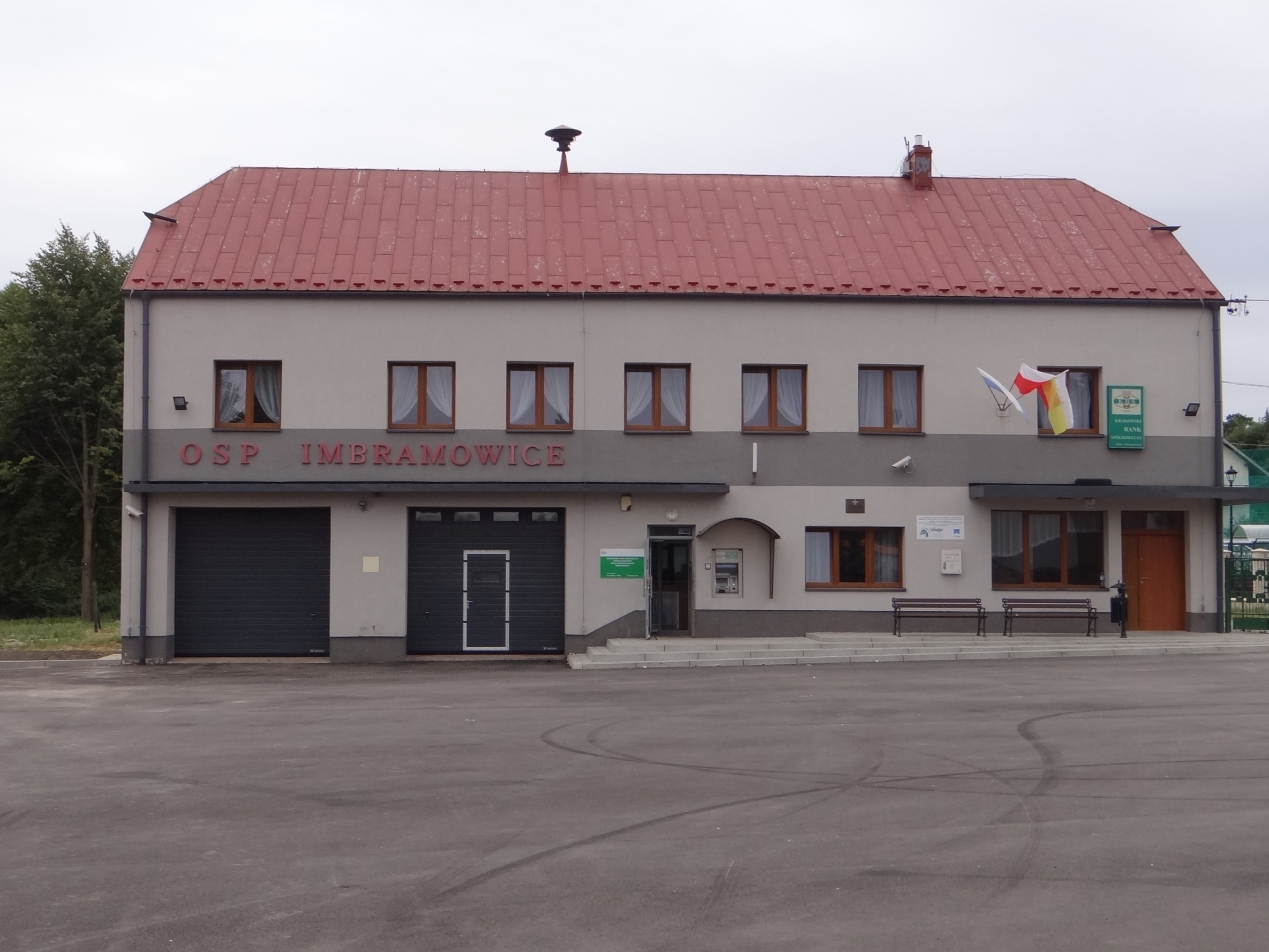
Remiza OSP
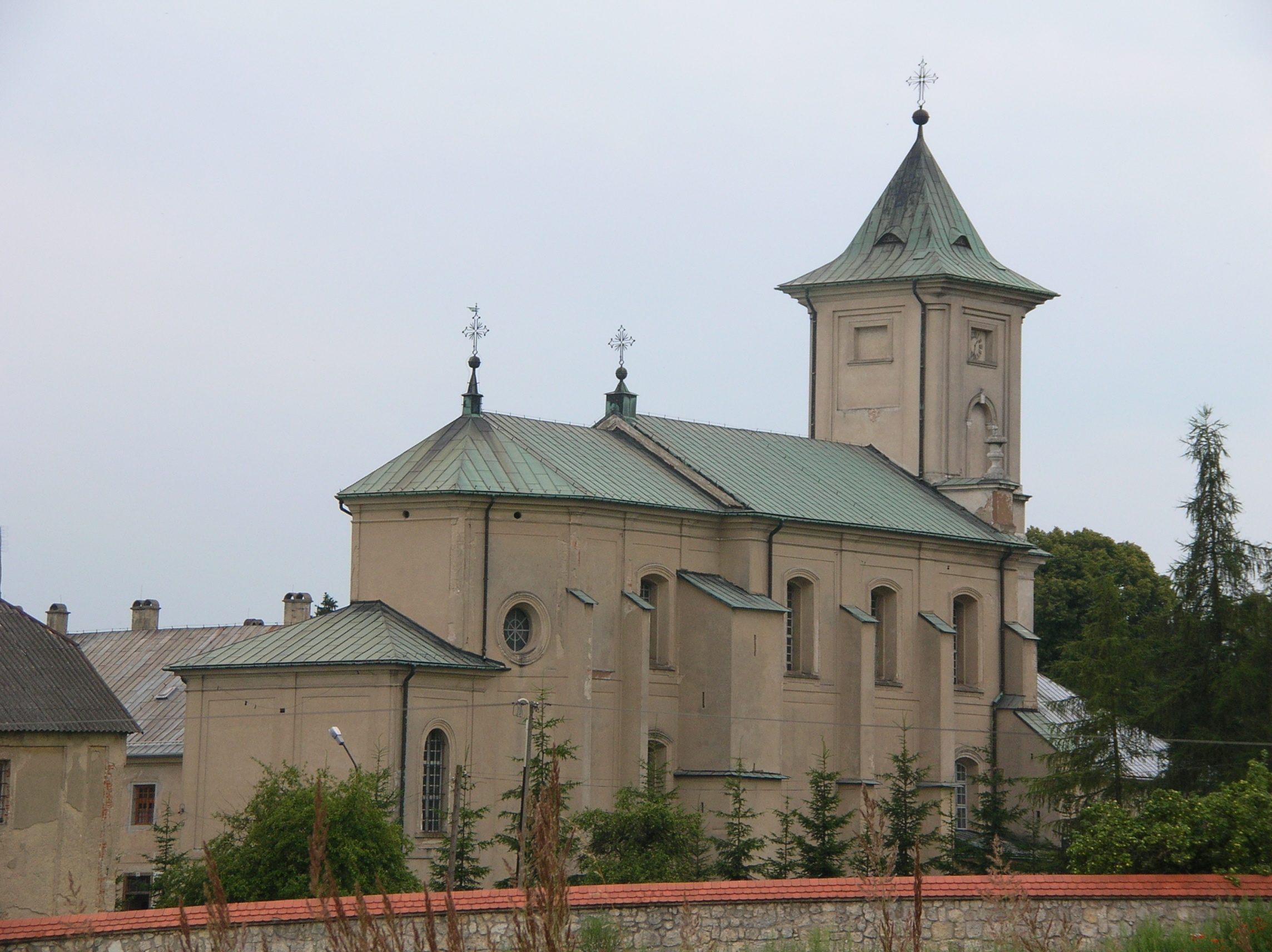
Kościół klasztorny

## Religia
W miejscowości znajduje się siedziba rzymskokatolickiej parafii św. Benedykta Opata w Imbramowicach.

## Osoby związane z miejscowością
- Michał Pełczyński, generał brygady Wojska Polskiego, pradziad Tadeusza Pełczyńskiego (1892–1985), generała brygady WP.
- Antoni Siudak, sierżant pilot WP Dywizjonu 303. Zginął 6 października 1940 roku w samolocie Hurricane trafiony bombą Luftwaffe na lotnisku w Northolt, w Anglii. Miał na koncie dwa samodzielne zestrzelenia niemieckich samolotów oraz jedno wspólnie z innym pilotem. Pośmiertnie odznaczony srebrnym Krzyżem Virtuti Militari (8989). Jest pochowany na cmentarzu w Northwood, w Londynie, grób H 225.